# Cristiano Caratti
Cristiano Caratti (n, 24 de mayo de 1970 en Acqui, Italia) es un jugador de tenis italiano. En su carrera ha llegado a 2 finales ATP y su mejor posición en el ranking de individuales fue Nº26 en julio de 1991 y en el de dobles fue Nº148 en julio de 1990. También es recordado por haber llegado a los cuartos de final del Abierto de Australia en el 1991.